# Liste der denkmalgeschützten Objekte in Aurach bei Kitzbühel
Die Liste der denkmalgeschützten Objekte in Aurach bei Kitzbühel enthält die 17 denkmalgeschützten, unbeweglichen Objekte der Gemeinde Aurach bei Kitzbühel.

## Denkmäler
| Foto  |                 | Denkmal                                                                                 | Standort                                      | Beschreibung | Metadaten |
| ----- | --------------- | --------------------------------------------------------------------------------------- | --------------------------------------------- | --- | --- |
| ja    | Datei hochladen | Auerhof HERIS-ID: 21222 Objekt-ID: 17540 TKK: 4399                                      | Dörfl 20 Standort KG: Aurach                  | | BDA-Hist.: Q37860224 Status: Bescheid Stand der BDA-Liste: 2025-06-30 Name: Auerhof GstNr.: .248                                                                                  |
| ja    | Datei hochladen | Waschhaus mit Machkammer und Backofen, Auern HERIS-ID: 77511 Objekt-ID: 91141 TKK: 4400 | Dörfl 20 Standort KG: Aurach                  | | BDA-Hist.: Q38149644 Status: Bescheid Stand der BDA-Liste: 2025-06-30 Name: Waschhaus mit Machkammer und Backofen, Auern GstNr.: .248                                             |
| ja    | Datei hochladen | Auerkapelle HERIS-ID: 77512 Objekt-ID: 91142 TKK: 4383                                  | Dörfl 20 Standort KG: Aurach                  | | BDA-Hist.: Q38149659 Status: Bescheid Stand der BDA-Liste: 2025-06-30 Name: Auerkapelle GstNr.: .370                                                                              |
| ja    | Datei hochladen | Götschen-Kapelle HERIS-ID: 59749 Objekt-ID: 71319 TKK: 4379                             | nördlich Grüntalweg 18 Standort KG: Aurach    | Die kleine, gemauerte, einjochige Kapelle wurde um 1700 errichtet. Sie hat einen dreiseitigen Chorschluss und ein holzschindelgedecktes, über dem Chor abgewalmtes Satteldach. An den Traufseiten je ein Fenster mit doppeltem Rundbogenabschluss (oben und unten). Die Gebäudekanten sind durch rote Silhouettepilaster hervorgehoben, die Fenster- und die Türumrahmungen, sowie Sockel und Dachuntersicht sind ebenfalls in rot gehalten. Innen Tonnengewölbe, der Chor ist durch ein Eisengitter verschlossen und mit Muschelstuck sowie Stuckrosetten versehen. Im Chor zwei Gemälde: Christus am Kreuz mit Maria und Johannes und Magdalena (?) aus dem 18. Jahrhundert. Hinter der Kapelle steht ein einfaches Holzkreuz.                                  | BDA-Hist.: Q38088552 Status: § 2a Stand der BDA-Liste: 2025-06-30 Name: Götschen-Kapelle GstNr.: 1125                                                                             |
| ja    | Datei hochladen | Pocher-Kapelle, Knappen-Kapelle HERIS-ID: 77471 Objekt-ID: 91100 TKK: 4378              | südlich Grüntalweg 26 Standort KG: Aurach     | Die Pocher-Kapelle oder Knappen-Kapelle ist eine kleine gemauerte, einjochige Wegkapelle mit dreiseitigem Chorschluss. Das holzschindelgedeckte Satteldach ist über dem Chor abgewalmt. Die Kapelle wurde in der 2. Hälfte des 18. Jahrhunderts errichtet (bez. 1774 an Firstpfette) und wurde 1927, 1969 und 1970 restauriert. Fenster und die Türe sind rechteckig und durch putzfaschenartige Vertiefungen gerahmt. Über der Tür an der Stirnseite eine gemalte Marienkrönung. Die Kapelle hat innen eine Flachtonne mit Resten von Rokokomalerei, der Chor ist leicht eingezogen und durch ein Eisengitter mit Marienmonogramm abgetrennt. Im Chorraum ein Bild der Maria vom Jochbergwald mit den hll. Daniel und Barbara.                                   | BDA-Hist.: Q38149498 Status: § 2a Stand der BDA-Liste: 2025-06-30 Name: Pocher-Kapelle, Knappen-Kapelle GstNr.: 1124/1                                                            |
| ja    | Datei hochladen | Gasthaus Hallerwirt und Wirtschaftsgebäude HERIS-ID: 57335 Objekt-ID: 67283 TKK: 4372   | Oberaurach 4 Standort KG: Aurach              | | BDA-Hist.: Q38075999 Status: Bescheid Stand der BDA-Liste: 2025-06-30 Name: Gasthaus Hallerwirt und Wirtschaftsgebäude GstNr.: .10/1, .10/3 Gasthaus Hallerwirt, Aurach           |
| ja BW | Datei hochladen | Mesnerwirt HERIS-ID: 57469 Objekt-ID: 67558 TKK: 4401                                   | Oberaurach 5 Standort KG: Aurach              | Der ehemalige zweigeschoßige Einhof mit Mittelflurgrundriss wird nun als Gasthof verwendet. Der Hof wurde im 3. Viertel des 17. Jahrhunderts errichtet (Firstpfette bez. 1685; die Jahreszahl 1534 daneben bezieht sich vermutlich auf den Vorgängerbau) und im 18. Jahrhundert umgebaut (bez. 1755), im 20. Jahrhundert wurde ostseitig ein Anbau errichtet. Der Keller und das östliche Erdgeschoß, sowie der Anbau sind gemauert, der Rest ist in Kantblockbauweise mit Kopfstrickverband gezimmert. Im ersten Obergeschoß an der Stirnseite und der westlichen Traufseite befindet sich ein umlaufender Söller, an der Stirnseite darüber ein kleiner Giebelsöller mit zugeschnittener Brüstung.                                                              | BDA-Hist.: Q38076702 Status: Bescheid Stand der BDA-Liste: 2025-06-30 Name: Mesnerwirt GstNr.: .7                                                                                 |
| ja    | Datei hochladen | Krämerhaus HERIS-ID: 38993 Objekt-ID: 38687 TKK: 4373                                   | Oberaurach 8 Standort KG: Aurach              | | BDA-Hist.: Q37986148 Status: Bescheid Stand der BDA-Liste: 2025-06-30 Name: Krämerhaus GstNr.: .2 Krämerhaus, Aurach bei Kitzbühel                                                |
| ja    | Datei hochladen | Kriegerdenkmal HERIS-ID: 77504 Objekt-ID: 91134 TKK: 44932                              | Oberaurach 8, in der Nähe Standort KG: Aurach | Das Denkmal am Haupteingang zum Friedhof wurde 1929 von Stefan Silberberger geschaffen. Es besteht aus einem sich nach oben leicht verjüngenden Steinblock, darauf ein steinerner Tiroler Adler. Am Steinblock befinden sich zwei Tafeln mit den Namen der Gefallenen des Ersten Weltkriegs, und eine 1950 hinzugefügte Tafel mit denen des Zweiten Weltkriegs. | BDA-Hist.: Q38149603 Status: § 2a Stand der BDA-Liste: 2025-06-30 Name: Kriegerdenkmal GstNr.: 64                                                                                 |
| ja    | Datei hochladen | Kath. Pfarrkirche hl. Rupert und Friedhof HERIS-ID: 77500 Objekt-ID: 91130 TKK: 5140    | gegenüber Oberaurach 8 Standort KG: Aurach    | → Hauptartikel : Pfarrkirche Aurach bei Kitzbühel f1 | BDA-Hist.: Q24113152 Status: § 2a Stand der BDA-Liste: 2025-06-30 Name: Kath. Pfarrkirche hl. Rupert und Friedhof GstNr.: .1, 64, 58 Pfarrkirche hl. Rupert, Aurach bei Kitzbühel |
| ja    | Datei hochladen | Friedhofskapelle HERIS-ID: 55291 Objekt-ID: 63883 TKK: 5141                             | bei Oberaurach 8 Standort KG: Aurach          | Der schindelgedeckte Nischenbildstock ist in die südliche Friedhofsmauer eingebunden. Er ist mit reicher Rokokobemalung geschmückt, die Johann Endfelder zugeschrieben wird und in der segmentbogigen Nische die Kreuzigungsszene, im Giebelfeld darüber den Auferstandenen darstellt. | BDA-Hist.: Q38064431 Status: § 2a Stand der BDA-Liste: 2025-06-30 Name: Friedhofskapelle GstNr.: 64 Friedhofskapelle Aurach                                                       |
| ja    | Datei hochladen | Volksschule Aurach HERIS-ID: 77506 Objekt-ID: 91136 TKK: 44934                          | Oberaurach 9 Standort KG: Aurach              | Die Volksschule Aurach wurde 1863 errichtet. Der große, dreigeschoßige Bau hat eine regelmäßige Fassadengliederung durch schmale Putzfaschen und ein Walmdach. Im dritten Geschoß an der Westseite befindet sich ein hölzerner Söller. | BDA-Hist.: Q38149616 Status: § 2a Stand der BDA-Liste: 2025-06-30 Name: Volksschule Aurach GstNr.: 63/2                                                                           |
| ja    | Datei hochladen | Widum HERIS-ID: 77502 Objekt-ID: 91132 TKK: 44935                                       | Oberaurach 10 Standort KG: Aurach             | | BDA-Hist.: Q38149590 Status: § 2a Stand der BDA-Liste: 2025-06-30 Name: Widum GstNr.: 67                                                                                          |
| ja    | Datei hochladen | Waldkapelle, Mariahilf-Kapelle HERIS-ID: 77507 Objekt-ID: 91137 TKK: 4380               | südlich Oberaurach 18 Standort KG: Aurach     | Die neugotische Kapelle wurde 1862 von Georg Pletzer, Branderbauer, als Privatkapelle erbaut. An das dreijochige Langhaus mit spitzbogigen Fenstern und 3/8-Schluss schließt sich eine apsisartige Sakristei mit 3/8-Schluss an. Der Bau weist ein holzschindelgedecktes Satteldach und einen Giebelreiter auf. Im Inneren findet sich ein Sterngewölbe mit Putzrippen auf Konsolen (im Langhaus) bzw. auf Pilastern (im Chor). Ein mächtiges schmiedeeisernes Gitter trennt den Altarraum ab. Am neugotischen Altar befindet sich eine Kopie des Gnadenbildes Mariahilf. | BDA-Hist.: Q38149629 Status: § 2a Stand der BDA-Liste: 2025-06-30 Name: Waldkapelle, Mariahilf-Kapelle GstNr.: 1/2 Mariahilfkapelle, Aurach bei Kitzbühel                         |
| ja    | Datei hochladen | Traidler-Kasten HERIS-ID: 43590 Objekt-ID: 44213 TKK: 4376                              | bei Traidlweg 36 Standort KG: Aurach          | | BDA-Hist.: Q38004094 Status: Bescheid Stand der BDA-Liste: 2025-06-30 Name: Traidler-Kasten GstNr.: 1364/1                                                                        |
| BW    | Datei hochladen | St. Daniel-Kapelle, ehem. Gebra-Kapelle HERIS-ID: 77516 Objekt-ID: 91146 TKK: 115564    | Standort KG: Aurach                           | Die Kapelle auf 1663 m ü. A. im ehemaligen Bergbaugebiet unterhalb des Großen Gebra wurde ursprünglich von Bergknappen errichtet. Die verfallene barocke Kapelle wurde 1975 neu aufgebaut. Der verputzte Mauerbau weist einen leicht eingezogenem Rundbogenchor und ein Satteldach mit Dachreiter auf. Im Inneren befindet sich an der Stirnseite des Chors ein Wandgemälde mit Daniel in der Löwengrube. | BDA-Hist.: Q38149672 Status: § 2a Stand der BDA-Liste: 2025-06-30 Name: St. Daniel-Kapelle, ehem. Gebra-Kapelle GstNr.: .121                                                      |
| BW    | Datei hochladen | Urzeitlicher Bergbau Kelchalm/Bachalm HERIS-ID: 244097seit 2023                         | Standort KG: Aurach                           | Auf der Kelchalm und der Bachalm wurden Spuren von urzeitlichem Kupferbergbau im Bereich bis 1700 m ü. A. gefunden. Neben wenigen kleinen Pingen, die aufgrund der Erosion verflacht sind, gibt es zahlreiche hohe Scheidehalden sowie Schmelzplätze in der Umgebung. Feinkornhaufen geben einen Hinweis auf eine nassmechanische Aufbereitung des Kupfererzes. Gebäudereste, u. a. der Steinunterbau einer Blockhütte, werden in die Urnenfeld- und Hallstattzeit datiert, es handelt sich dabei vermutlich um Unterkünfte und Wirtschaftsgebäude der Bergleute in den Sommermonaten. Gefundene Tierknochen von Rind, Schaf, Ziege und Schwein legen nahe, dass die Bergleute Almwirtschaft zur Selbstversorgung betrieben. Anmerkung: Standort grundstücksgenau | BDA-Hist.: Q119231457 Status: Bescheid Stand der BDA-Liste: 2025-06-30 Name: Urzeitlicher Bergbau Kelchalm/Bachalm GstNr.: 733/1, 748/1, 748/2, 748/3, 748/4, 748/5               |